# Rahad al-Bardi
Rahad al-Bardi – miasto w Sudanie, w stanie Darfur Południowy.